# Rousettus bidens
Rousettus bidens é uma espécie de morcego da família Pteropodidae. Endêmica da Indonésia, pode ser encontrada em Sulawesi, Lembeh, Buton e Manado.